# O índio e o tamanduá
O índio e o tamanduá é uma escultura localizada na Praça Marechal Deodoro, em São Paulo. Foi criada por Ricardo Cipicchia e inaugurada em meados dos anos 1940. Tem como tema principal a presença indígena no Brasil.
A peça foi produzida em bronze, com um pedestal em granito.
Faz parte de uma série de obras realizada pelo escultor e espalhadas pela cidade de São Paulo.

## Galeria

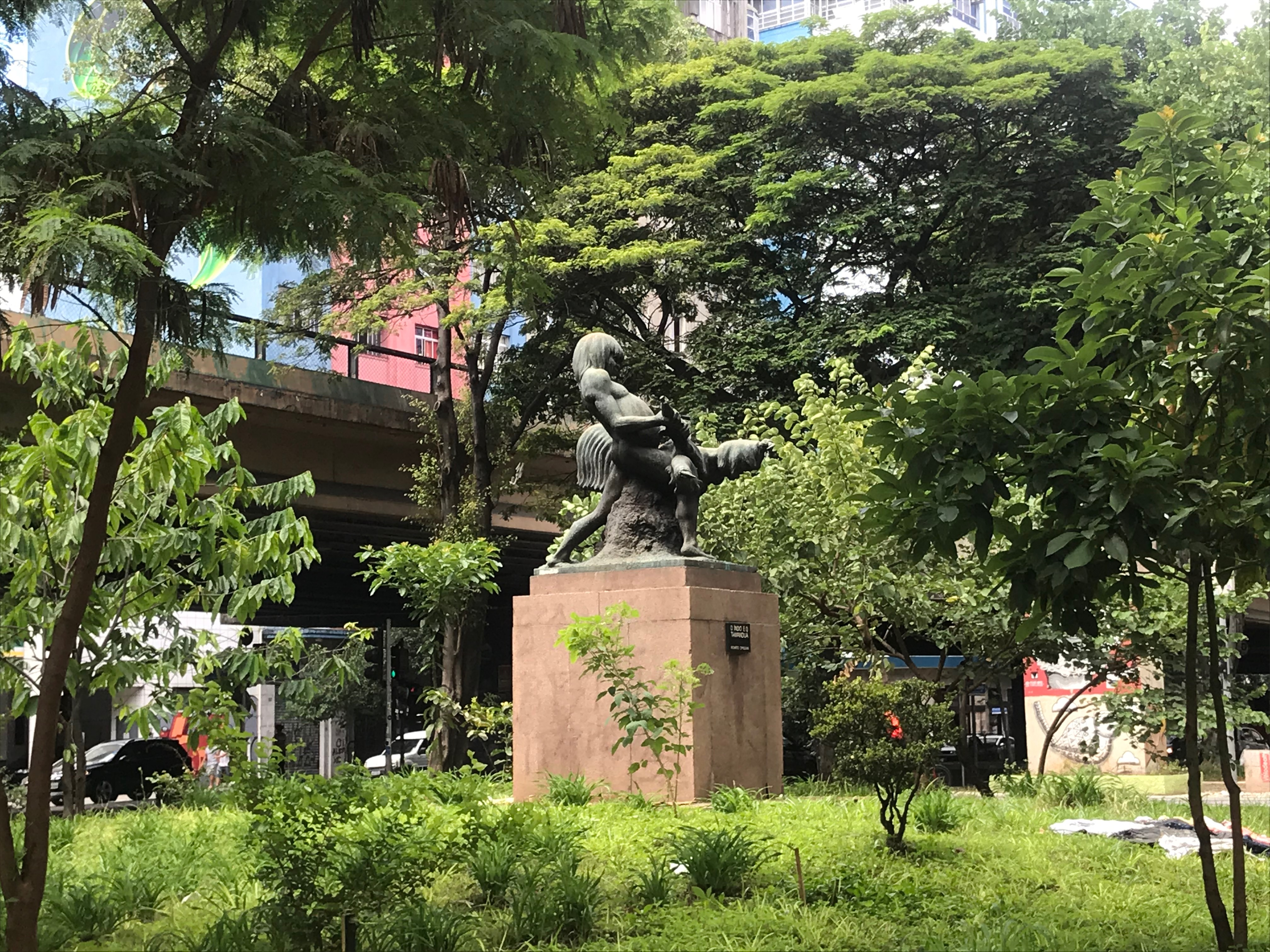
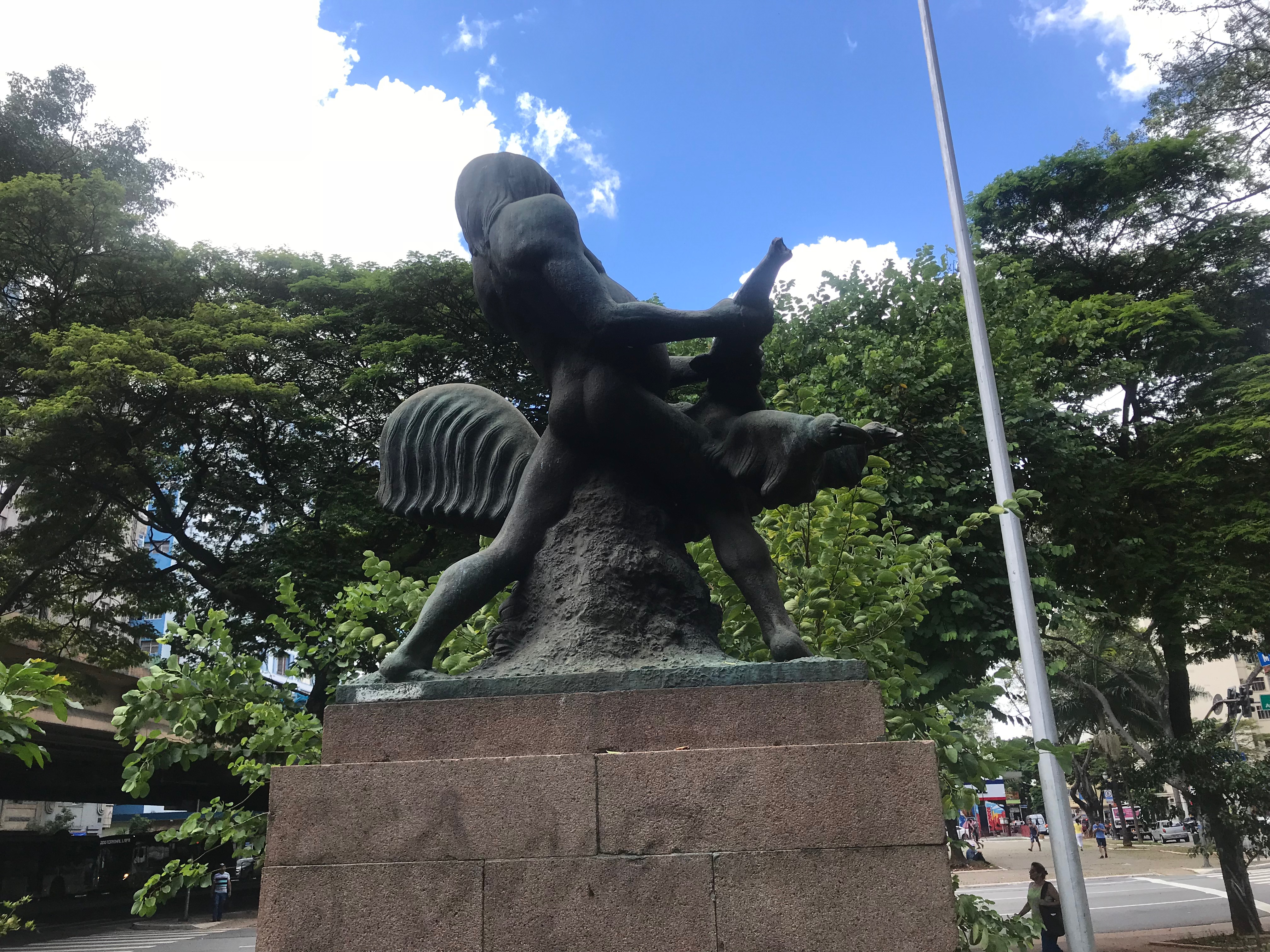
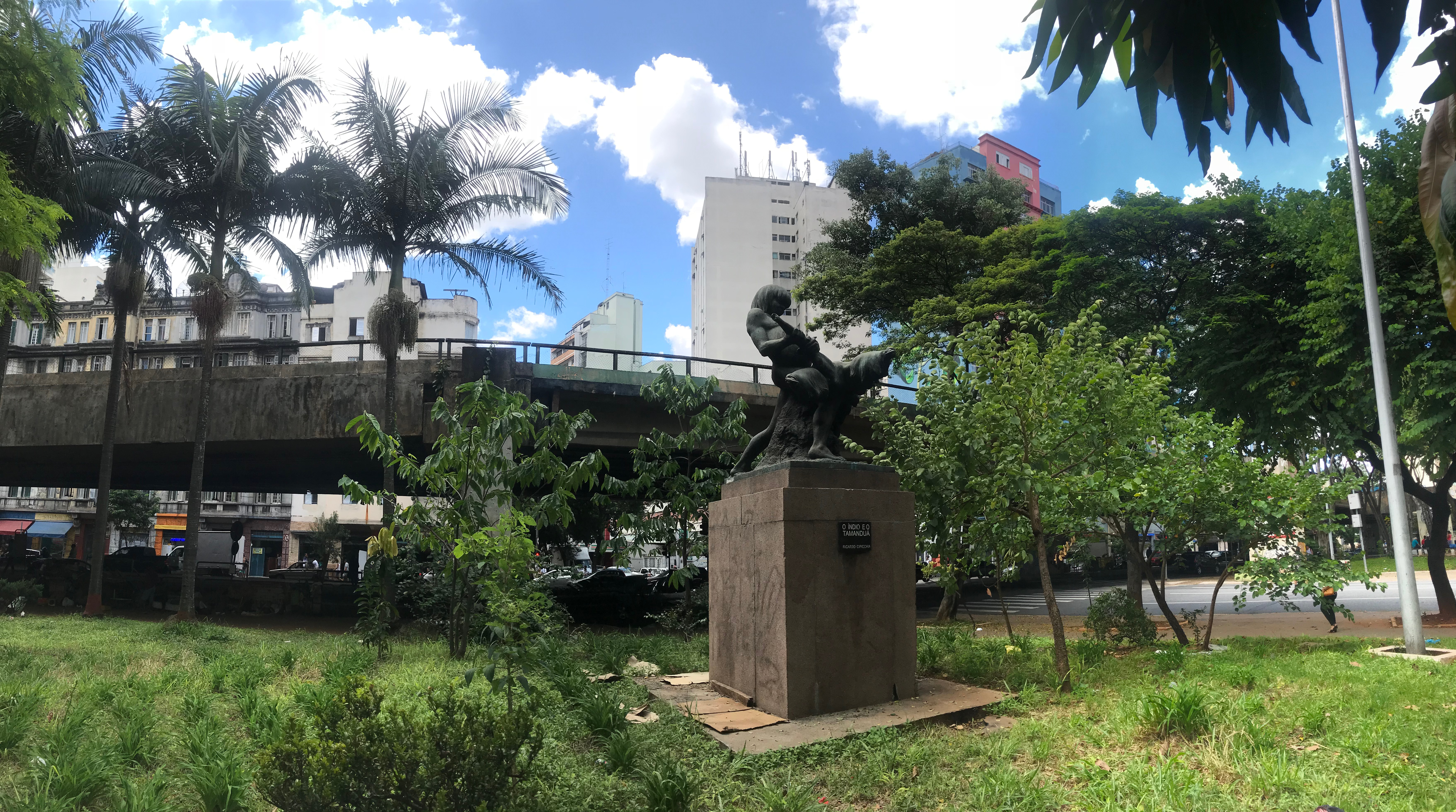
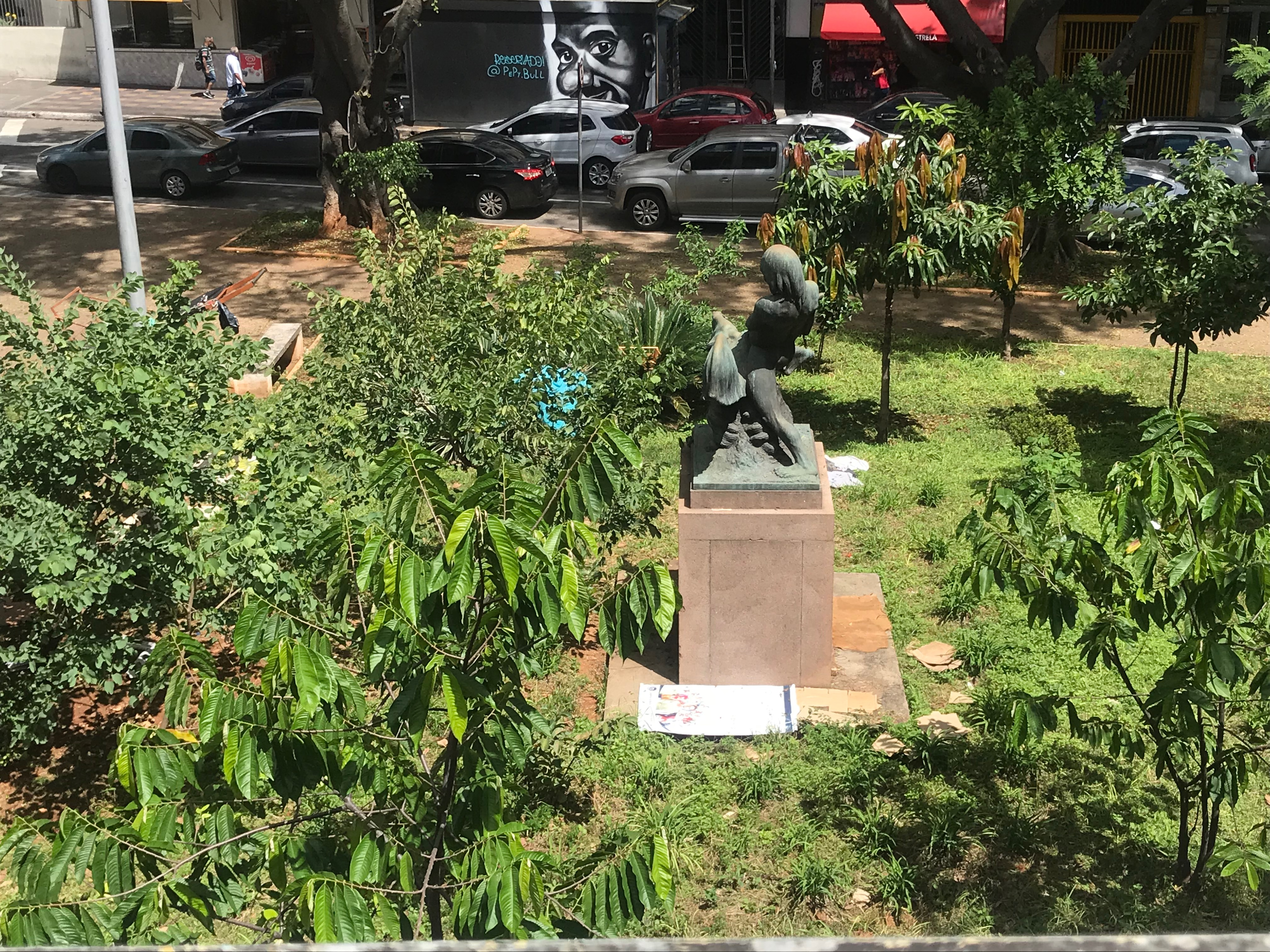